# Taubaté
Taubaté (AFI: [tawbaˈtɛ]) é um município brasileiro no interior do estado de São Paulo, localizado na região do Vale do Paraíba, a 130 km da capital do estado, São Paulo. O município é formado pela sede e pelo distrito de Quiririm. Sua população, segundo estimativa do IBGE para 2024, era de 321 298 habitantes, ocupando a décima posição dentre os municípios mais populosos do interior de São Paulo, sendo o 24.º mais populoso município do estado. O produto interno bruto per capita do município em 2013 era de R$ 50 563,09 e PIB de 14,988 bilhões de reais.
Tradicional município paulista, Taubaté desempenhou papel importante na evolução histórica e econômica do país. No ciclo do ouro, foi núcleo irradiador de bandeirismo, descobrindo ouro em Minas Gerais, fundando diversas cidades. No Segundo Reinado, durante o surto cafeeiro do Vale do Paraíba, destacou-se como o município de maior produção na zona paulista, sediando o Convênio de Taubaté em 1906. Destaca-se como cidade pioneira no Vale do Paraíba, pois foi a sua primeira vila oficial (o equivalente, hoje a município) em 1645, cabeça de comarca em 1832, cidade imperial em 1842,[carece de fontes?] centro industrial em 1891 e diocese em 1906.
É terra do escritor Monteiro Lobato e, devido à sua importância para a literatura brasileira, ganhou o título de "Capital Nacional da Literatura Infantil". Conserva bastante edifícios históricos, possui diversas manifestações culturais caipiras, como a produção de figureiras, grupos de Moçambique, Folias de Reis, Capoeira e Congada, e um rico acervo da história do país e da cultura caipira.

## História
Antes da fundação de Taubaté, havia na região em que hoje se situa o Cristo Redentor uma aldeia de índios guaianás, conhecida como Tabaybaté (topônimo que significa "aldeia alta" em tupi), de cujo nome veio o nome da cidade.
Em 1560, Mem de Sá, então governador-geral do Brasil, incumbiu Brás Cubas de organizar uma expedição para a exploração do interior da Colônia. Esta expedição passou pelas terras em que hoje se situa Taubaté.
No final do século XVI e início do século XVII, a colonização paulista, que até então se limitava aos arredores de São Paulo dos Campos de Piratininga e ao litoral de São Paulo, começou a expandir-se pelos vales dos rios Tietê e Paraíba do Sul. A donatária da Capitania de Itanhaém, da qual o atual Vale do Paraíba pertencia, a Condessa de Vimieiro, neta e herdeira de Martim Afonso de Sousa, se interessou na colonização dos sertões do Vale do Paraíba.
Com isso, o bandeirante Jacques Félix, abastado morador de São Paulo de Piratininga, foi incumbido de iniciar as colonizações daqueles sertões. Em 1628, Jacques e seus filhos Domingos Dias Félix e Belchior Félix recebem sesmarias nas regiões compreendidas entre Tremembé e Pindamonhangaba.
Em 20 de janeiro de 1636, obteve poderes de avançar pelos "Sertões do Paraíba" por meio de provisão do capitão-mor da Capitania de Itanhaém, Francisco da Rocha. Finalmente, em 13 de outubro de 1639, através de provisão do capitão-mor da Capitania, Vasco da Mota, foram dadas ordens a Jacques para construção da igreja matriz, casa para o conselho, cadeia pública, arruamento, engenho de cana-de-açúcar e farinha de milho, além de concessão de terras às famílias trazidas pelo fundador, assim surgindo um povoado por volta de 1640. As terras em que o povoado se formou foram dadas a Jacques em 30 de junho de 1639.
Em 5 de dezembro de 1645, por provisão do capitão-mor Antônio Barbosa de Aguiar, o povoado foi elevado à categoria de vila, a primeira da região, com o topônimo de São Francisco das Chagas de Taubaté, sendo, assim, escolhido oficialmente seu padroeiro.
Foi no principal período das bandeiras, entre 1690 e 1715, que a vila alcançou relativa prosperidade com o abastecimento das bandeiras tanto vindas da Vila de São Paulo de Piratininga quanto saídas da própria Vila de São Francisco das Chagas de Taubaté.
Taubaté tornou-se um "centro irradiador de bandeirismo". Seus filhos tiveram, como grandes feitos, a fundação de numerosas localidades, destacando-se a maioria das cidades históricas de Minas Gerais, na época, um enorme território inexplorado, desconhecido e sem colonização também pertencente à Capitania de Itanhaém, com destaque para Mariana, primeira Vila, núcleo colonial e capital mineira, além de Ouro Preto, São João del-Rei e Tiradentes. Outra cidade importantíssima ao nível nacional fundada por bandeirantes taubateanos foi Campinas. Deve-se também o descobrimento de ouro em Minas Gerais pelo bandeirante Antônio Rodrigues Arzão em 1693, o que proporcionou a Taubaté receber uma Casa de fundição de ouro.
Com o fim da era do bandeirismo, a partir de 1715, a economia da vila passa a ser baseada no cultivo da cana-de-açúcar. A partir de 1825, aproximadamente, no Vale do Paraíba, a cultura açucareira passou a ser substituída pela cultura do café.
Em 5 de fevereiro de 1842, devido ao seu tamanho e a sua importância na região, a vila recebe do então presidente da Província de São Paulo, José da Costa Carvalho, o Barão de Monte Alegre, o título de cidade, tendo seu topônimo simplificado para Taubaté. A vila já havia alcançado, em 1836, a cifra de 11.833 habitantes, sendo o maior núcleo populacional do interior da província. Em 1900, a cidade alcançou a maior produção cafeeira do Vale do Paraíba.
O enriquecimento progressivo e a prosperidade econômica são sentidos em diversos setores. Taubaté ganha uma estrada de ferro, com trens de passageiros e cargos para cidades vizinhas e para São Paulo e Rio de Janeiro. Em 1878, ganha o Teatro São João; bondes urbanos, de tração animal, em 1881 e seu primeiro jornal, O Taubateense, em 1861. Recebe iluminação a gás no ano de 1884, empresa telefônica em 1893 e o tradicional Colégio Nossa Senhora do Bom Conselho em 1879.
No ano de 1891, Taubaté teve uma de suas primeiras indústrias, a Companhia Taubaté Industrial, onde se fabricavam "morins" (tecidos brancos e finos de algodão), que eram vendidos para grande parte do Brasil. Até os dias atuais, alguns dos prédios que abrigaram a indústria se mantêm preservados na Praça Félix Guisard (conhecida como Praça da CTI), próxima ao Centro da cidade.
No dia 26 de fevereiro de 1906, na gestão do presidente Rodrigues Alves, foi assinado o Convênio de Taubaté pelos presidentes dos estados (hoje, "governadores") de São Paulo (Jorge Tibiriçá), Rio de Janeiro (Nilo Peçanha) e Minas Gerais (Francisco Antônio de Sales). O convênio tinha, como objetivo, incentivar a produção de café através do controle das plantações e dos valores das taxas para exportação e para o consumo interno.
Em 1920, a cafeicultura entrou em decadência, processo que já vinham ocorrendo desde a década de 1880. A rizicultura, beneficiada pelo Rio Paraíba do Sul, foi uma das alternativas na época.
A partir do fim da Segunda Guerra Mundial, fatores como a mão de obra barata disponível no município e a fácil comunicação com as cidades Rio de Janeiro e São Paulo levaram a Taubaté a se industrializar. A Estrada de Ferro Dom Pedro II (Central do Brasil) e a Rodovia Presidente Dutra passavam pela cidade. A consequente demanda de exportação do país alavancaram a produção industrial do município.

## Geografia
A maior parte do município (cerca de dois terços de seu território) ocupa áreas de morros e serras onde predominam rochas cristalinas (granito e gnaisses) da Idade Pré-cambriana (mais de 450 milhões de anos). Essa área se estende da Serra da Piloa para o sul e também em pequena faixa ao norte, precedendo a Serra da Mantiqueira. O restante do município, incluindo a área urbana, seus arredores e a região por onde passa o Rio Paraíba do Sul, situa-se na Bacia Sedimentar de Taubaté, com sedimentos terciários e quaternários (aluviões) da Idade Cenozoica (menos de 65 milhões de anos).
- Área Rural 534,9 km²
- Área Urbana 91,0 km²
- Área Total 625,9 km²

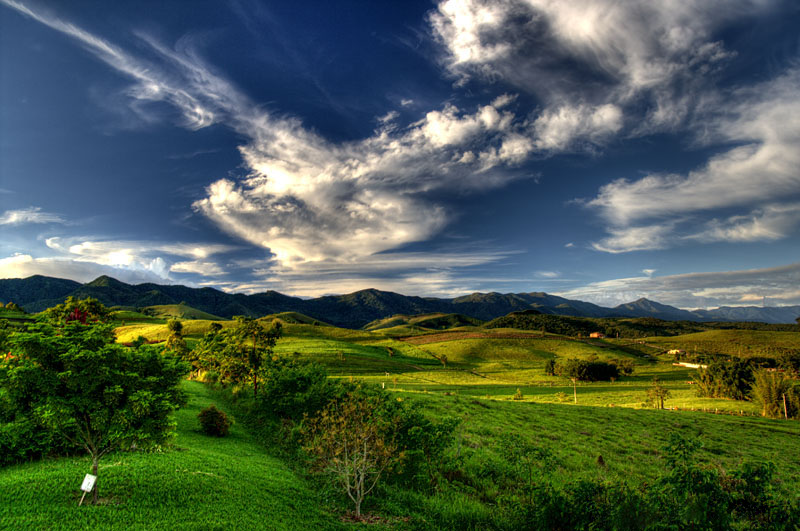
Zona rural de Taubaté

- Densidade demográfica 428,01 hab/km²
- Densidade demográfica no Perímetro Urbano 3091,60 hab/km²

### Relevo
O relevo de Taubaté é relativamente plano nas direções norte e noroeste na Bacia Sedimentar de Taubaté,  onde se encontra seu centro urbano e acidentado nas direções sul e sudeste ao se aproximar  da Serra do Mar, primeiramente  em forma de colinas ainda em sua zona urbana e posteriormente na forma de mares de morros e serras em sua zona rural. Sendo também acidentado a extremo nordeste após a Bacia sedimentar de Taubaté já em região procedente a Serra da Mantiqueira.
Altitude a 580 metros acima do nível do mar, tendo como referência seu marco zero a Catedral de São Francisco das Chagas. Atingindo em seu perímetro urbano partes baixas de 540 metros na direção noroeste, nas proximidades do Rio Paraíba do Sul e partes altas chegando a 800 metros na direção sul. Em sua zona rural altitudes superiores a 700 metros, podendo ultrapassar na Serra de Quebra Cangalha 1200 metros no Morro do Cruzeiro e aos 1500 metros no Pico do Macuco proximidade das divisas com Roseira e Lagoinha.

### Hidrografia
- Rio Paraíba do Sul
- Rio Una - Utilizado para o abastecimento de água da cidade
- Rio Itaim
- Ribeirão do Convento Velho - Antigo córrego utilizado para o abastecimento da Vila durante o período colonial. Atualmente está canalizado ao longo das avenidas Desembargador, Juca Esteves, Vereador Rafael Braga.

### Clima

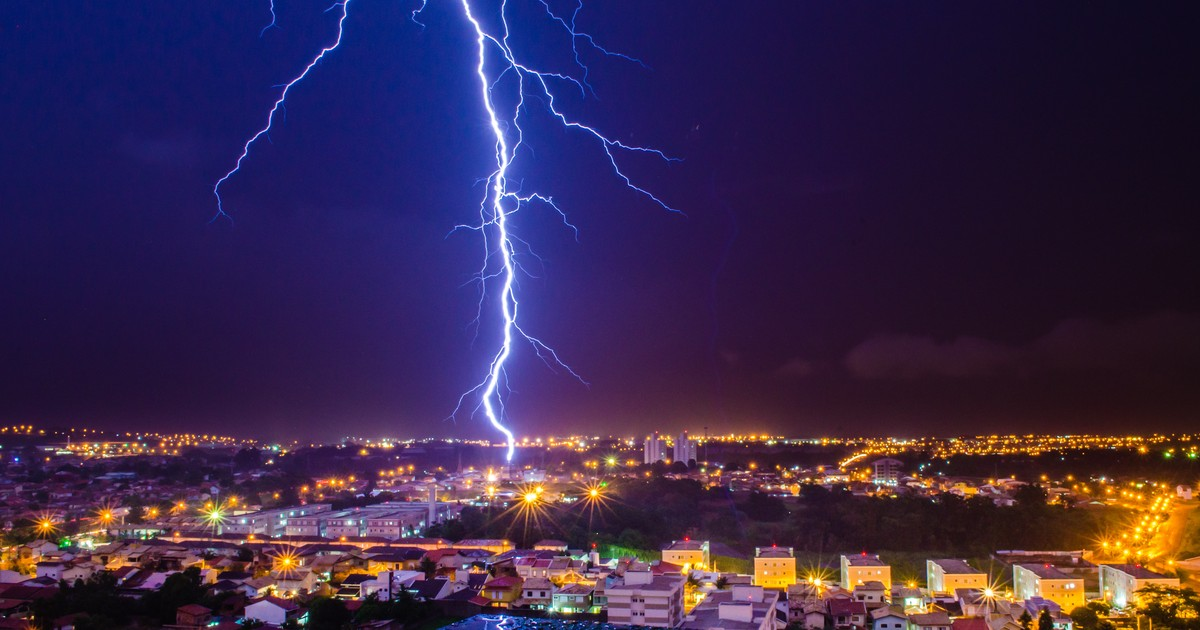
Raios durante tempestade na cidade

O clima de Taubaté é o clima subtropical úmido (tipo Cwa segundo Köppen), com verões quentes e úmidos, invernos amenos e secos. Temperatura média compensada anual em torno dos 21°C, sendo o mês mais frio, julho com temperatura média de 16°C e o mais quente, fevereiro, com temperatura média de 24°C. São normais as tardes abaixo de 15°C com a entrada de massas polares no inverno e estações de transição.
Segundo dados do Instituto Nacional de Meteorologia (INMET), referentes ao período de 1961 a 1977 e desde 1992, a menor temperatura registrada em Taubaté foi de 0,9 °C em 10 de julho de 1994 e a maior atingiu 40,1 °C em 9 de fevereiro de 2014. O maior acumulado de precipitação em 24 horas foi de 121,2 milímetros (mm) em 24 de novembro de 2002. Outros grandes acumulados foram 117 mm em 10 de janeiro de 1970 e 108 mm em 13 de dezembro de 1975. Desde dezembro de 2006, o menor índice de umidade relativa do ar (URA) foi registrado nas tardes dos dias 15 de outubro de 2015 e 15 de setembro de 2017, de apenas 10%, e a rajada de vento mais forte alcançou 24,6 m/s (88,6 km/h) em 10 de janeiro de 2008.
| Dados climatológicos para Taubaté | Dados climatológicos para Taubaté | Dados climatológicos para Taubaté | Dados climatológicos para Taubaté | Dados climatológicos para Taubaté | Dados climatológicos para Taubaté | Dados climatológicos para Taubaté | Dados climatológicos para Taubaté | Dados climatológicos para Taubaté | Dados climatológicos para Taubaté | Dados climatológicos para Taubaté | Dados climatológicos para Taubaté | Dados climatológicos para Taubaté | Dados climatológicos para Taubaté |
| Mês | Jan                               | Fev                               | Mar                               | Abr                               | Mai                               | Jun                               | Jul                               | Ago                               | Set                               | Out                               | Nov                               | Dez                               | Ano                               |
| --- | --------------------------------- | --------------------------------- | --------------------------------- | --------------------------------- | --------------------------------- | --------------------------------- | --------------------------------- | --------------------------------- | --------------------------------- | --------------------------------- | --------------------------------- | --------------------------------- | --------------------------------- |
| Temperatura máxima recorde (°C) | 38,1                              | 40,1                              | 36,2                              | 34,2                              | 32,6                              | 31                                | 32,1                              | 35,6                              | 37,8                              | 40                                | 37,4                              | 37,5                              | 40,1                              |
| Temperatura máxima média (°C) | 30,6                              | 31,2                              | 30,1                              | 28,5                              | 25,4                              | 24,7                              | 24,9                              | 26,7                              | 27,3                              | 29                                | 29,5                              | 30,4                              | 28,2                              |
| Temperatura média compensada (°C) | 23,8                              | 23,9                              | 23                                | 21,4                              | 18,1                              | 16,5                              | 16,4                              | 17,8                              | 19,6                              | 21,5                              | 22,3                              | 23,3                              | 20,6                              |
| Temperatura mínima média (°C) | 17,7                              | 17,8                              | 17,8                              | 16,1                              | 14,2                              | 12,9                              | 12,6                              | 14                                | 15,7                              | 16,4                              | 16,9                              | 17,1                              | 15,8                              |
| Temperatura mínima recorde (°C) | 10,9                              | 12,6                              | 11,6                              | 5,4                               | 4,2                               | 1,1                               | 0,9                               | 2,6                               | 3,8                               | 7,8                               | 8,6                               | 11                                | 0,9                               |
| Precipitação (mm) | 238,1                             | 197,3                             | 163,6                             | 78,6                              | 55,8                              | 26,7                              | 37,9                              | 26,4                              | 79,6                              | 118,2                             | 160,7                             | 178                               | 1 360,9                           |
| Dias com precipitação (≥ 1 mm) | 18                                | 14                                | 13                                | 7                                 | 6                                 | 4                                 | 4                                 | 3                                 | 8                                 | 10                                | 12                                | 15                                | 114                               |
| Umidade relativa compensada (%) | 79,9                              | 79,3                              | 79,9                              | 78,9                              | 80                                | 79,7                              | 77,5                              | 72,8                              | 74,1                              | 74                                | 75,2                              | 76,6                              | 77,3                              |
| Insolação (h) | 148,9                             | 154,3                             | 158,4                             | 178,6                             | 171,6                             | 179,3                             | 183,6                             | 197,7                             | 137                               | 147,1                             | 152,2                             | 162,6                             | 1 971,3                           |
| Fonte: Instituto Nacional de Meteorologia (INMET) (normal climatológica de 1981-2010; recordes de temperatura: 01/01/1961 a 31/03/1977 e 01/08/1992-presente) |                                   |                                   |                                   |                                   |                                   |                                   |                                   |                                   |                                   |                                   |                                   |                                   |                                   |

## Demografia
Segundo a estimativa populacional do IBGE para o censo demográfico de 2022, o município possuía uma população de 310 739 habitantes, representando um crescimento de 11,5% em comparação com o censo de 2010.
No censo de 2010, Taubaté apresentava 96,3% dos domicílios com esgotamento sanitário adequado. Em 2017, a renda populacional média dos trabalhadores formais era de 3,4 salários mínimos.
O último censo do IBGE, realizado em 2010, aferiu os seguintes dados sobre Taubaté:
- População Urbana: 272 712
- População Rural: 5 974

### População por sexo
- Homens: 136 785
- Mulheres: 141 901
- Densidade demográfica (hab./km²): 445,98
- Taxa de fecundidade (filhos por mulher): 2,13[29]

### Eleitorado
Em 2024, Taubaté contou com 242 885 eleitores registrados, segundos dados fornecidos pelo Tribunal Superior Eleitoral.

### Etnias
O censo do ano 2010 do IBGE apresenta a seguinte composição etnográfica no município de Taubaté:
| Cor/Raça | Porcentagem |
| -------- | ----------- |
| Branca   | 77,19%      |
| Parda    | 18,58%      |
| Negra    | 3,44%       |
| Amarela  | 0,70%       |
| Indígena | 0,09%       |

Fonte: Censo 2010 - IBGE

### Religião

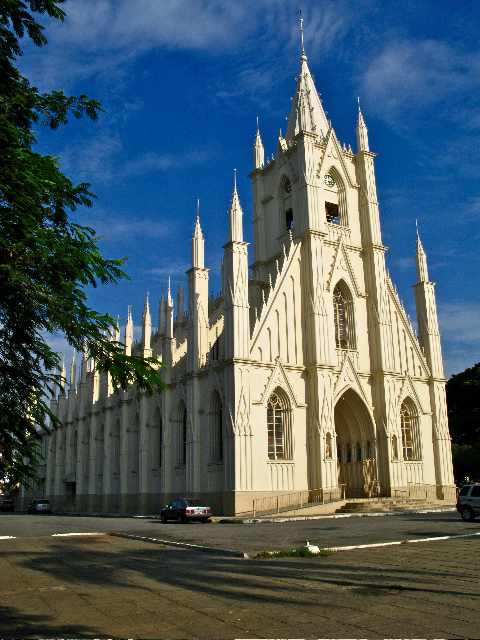
Igreja Santa Terezinha

Quanto à religião, a maioria da população do município é adepta do catolicismo, declarando-se católicos apostólicos romanos. Logo em seguida, em número, vêm os evangélicos de diversas orientações (pentecostais, batistas, etc.). Segue o quadro com as principais denominações religiosas encontradas em Taubaté, segundo dados do censo 2010 do IBGE:
| Religião     | Porcentagem | Número  |
| Católicos    | 67,04%      | 186 828 |
| Evangélicos  | 21,67%      | 30 404  |
| Sem religião | 5,31%       | 14 787  |
| Espíritas    | 2,72%       | 7 594   |
| Budistas     | 0,23%       | 652     |
| Judeus       | 0,05%       | 128     |
| Muçulmanos   | 0,04%       | 107     |

Fonte: IBGE 2010 (dados obtidos por meio de pesquisa de autodeclaração).

### Qualidade de Vida
Taubaté foi classificado pelo  Programa das Nações Unidas para o Desenvolvimento (PNUD) como 21º de 645 municípios no Estado de São Paulo em termos de qualidade de vida (segurança, educação, saúde e atendimento odontológico, meios de transporte, baixo nível de poluição, esgoto canalizado e água encanada atingindo todas as casas, etc.)

### Região Metropolitana
A Região Metropolitana do Vale do Paraíba e Litoral Norte (RMVale) foi criada pela Lei Complementar 66/2011, de 9 de janeiro de 2012 e é constituída por 39 municípios divididos em 5 sub-regiões, sendo as regiões de Cruzeiro (Arapeí, Areias, Bananal, Cruzeiro, Lavrinhas, Queluz, São José do Barreiro, Silveiras), Guaratinguetá (Aparecida, Cachoeira Paulista, Canas, Cunha, Guaratinguetá, Lorena, Piquete, Potim, Roseira), São José dos Campos (Caçapava, Igaratá, Jacareí, Jambeiro, Monteiro Lobato, Paraibuna, Santa Branca, São José dos Campos), Taubaté (Campos do Jordão, Lagoinha, Natividade da Serra, Pindamonhangaba, Santo Antônio do Pinhal, São Bento do Sapucaí, São Luiz do Paraitinga, Taubaté, Tremembé, Redenção da Serra), e Litoral Norte (Caraguatatuba, Ilhabela, São Sebastião, Ubatuba).

## Administração
- Prefeito: Sergio Luiz Victor Junior (Novo) (2025/2028)[33]
- Vice-prefeito: Antonio Joaquim de Oliveira Neto (Novo) (2025/2028)
- Presidente da Câmara: Richardson Ramos de Sousa (União) (2025/2026)[34]

## Cidades-irmãs
Com objetivo de criar relações e mecanismos protocolares, essencialmente econômicos e culturais, cidades de áreas geográficas ou políticas distintas estabelecem laços de cooperação.
Taubaté possui oficialmente duas cidades-irmãs:
- Yonezawa, no Japão, desde 1974.[35]
- Ubatuba, no litoral de São Paulo, desde 2012 [36]

## Subdivisão
O município de Taubaté conta com dois distritos: o distrito sede e o distrito de Quiririm, este conhecido por sua colônia agrícola de imigrantes italianos.

## Símbolos

### Hino
O hino de Taubaté foi escolhido por membros da Academia Paulista de Letras, em concurso realizado em 1975. A letra é de composição de Péricles Nogueira Santos. A música é de autoria de José Bráulio de Sousa. A partitura do hino foi aprovada pela Comissão Municipal de Música em 1985.

### Bandeira
A Bandeira de Taubaté foi instituída por meio da Lei Municipal nº 1.358, de 14 de julho de 1972. De autoria do Emílio Amadei Beringhs, foi selecionada por uma comissão e "compõe-se de um retângulo de azul cobalto, ao qual se aplica um losango branco, cujas proporções obedecem fielmente as da Bandeira Nacional; no centro do losango, aplica-se, em suas cores naturais, o Brasão de Armas de Taubaté, criado pela Lei Municipal nº 2, de 21 de março de 1950; no campo azul, à esquerda e ao alto, uma estrela branca representa o Distrito de Quiririm".

### Brasão de armas
O Brasão de Taubaté traz a frase em latim: Per Aspera pro Brasilia (Todo sacrifício pelo Brasil).

## Economia
- Orçamento do município para 2025: R$ 1,8 bilhão.[40]
- IDHM: 0,800 - Brasil 40º[41]

### Indústria
Taubaté foi uma das primeiras cidades do país a se industrializar, o que ocorreu com a fundação da Companhia Taubaté Industrial no município, em 1891, que viria a se tornar uma das principais indústrias do ramo da tecelagem no mundo, atingindo seu ápice na década de 1950. Em 1927, instala-se no município a Companhia Fabril de Juta, que passa, em pouco tempo, a ocupar a posição de segunda indústria em geração de empregos na cidade.
A partir da década de 1970, a cidade passa a atrair um grande número de indústrias, com destaque para as empresas do ramo automobilístico. As marcas Volkswagen e Ford (produção de motores) instalam unidades de produção na cidade, bem como diversas empresas de auto peças. Em janeiro de 2021, a Ford encerrou as atividades em Taubaté, depois de 52 anos em operação.
É o segundo maior polo industrial e comercial da região, abrigando, além da Volkswagen, empresas como LG, Alstom, Usiminas, Cameron, Embraer, (Centro de distribuição e o Centro de Serviços Integrados - CSI), Elevadores Villarta, entre outras. O município também abriga o Comando de Aviação do Exército.

## Infraestrutura
Taubaté é abastecida pela rede de gás natural proveniente do gasoduto Bolívia-Brasil e será a primeira do Estado e a segunda do país a implantar o projeto de distribuição de GNC (Gás Natural Comprimido) por meio de caminhões especiais, visando atender às indústrias instaladas nos distritos, distantes da atual rede de dutos. O município também está integrado à rede de fibra ótica que liga à capital.
Com uma baixa taxa de mortalidade infantil, se apresenta como umas das melhores cidades para se viver no Brasil.
- Índice de Desenvolvimento Humano (IDH-M): 0,800[47]

### Metrópole do Futuro
O município de Taubaté foi apontado pela revista Veja como um dos 20 municípios brasileiros de porte médio que estão preparados para se transformarem em “metrópoles do futuro”.
A matéria foi veiculada na edição da semana no dia 30 de agosto de 2010 e é resultado da análise da situação econômica de todos os 233 municípios médios do Brasil (aqueles que possuem mais de 100 mil e menos de 500 mil habitantes)..
De acordo com Veja, Taubaté “é uma prova de que pode não haver perdedores” no “conflito” entre industrialização e qualidade de vida. A revista destaca que o município possui “uma economia que se expande aceleradamente” e que, nos últimos cinco anos, “o comércio de Taubaté cresceu 75% e o setor de serviços como um todo engordou 31%”.
A Veja também destacou outros aspectos do município, como a ampliação do Taubaté Shopping, a construção de um novo shopping (Via Vale) e a rede de ensino que possui um grande número de cursos de nível superior, além de diversas escolas técnicas e particulares.

### Saúde
A cidade conta com vários hospitais em vários pontos da cidade. Destaque para o Hospital Regional do Vale do Paraíba (HR) e o Hospital Universitário de Taubaté.
- Mortalidade infantil até 1 ano (por mil): 13,15[29]
- IDH-M Longevidade: 0,796[29]
- Expectativa de vida (em anos): 72,73[29]

### Parque Industrial
Localizado estrategicamente às margens da Rodovia Presidente Dutra com acesso direto a Rodovia Carvalho Pinto e com fácil acesso a Rodovia Fernão Dias, o parque industrial de Taubaté está próxima de grandes centros urbanos, como São Paulo, Rio de Janeiro e Belo Horizonte, com os portos de São Sebastião e de Santos e com uma ampla estrutura interna.
Taubaté é considerado como o segundo maior polo industrial da Região do Vale do Paraíba e possui grandes e importantes empresas instaladas na cidade que ajudam no desenvolvimento brasileiro. Tais como Alstom, Araya, Autocom, Autoliv do Brasil, Caldsteel, Cooper Cameron do Brasil, Daruma, Feeling Structures, Villarta, LG Electronics, Mubea do Brasil, Pelzer, Plastic Omnium, Rápido Taubaté, Usiminas, Volkswagen do Brasil, Hydrostec, GE, Gestamp, entre outras.

### Transporte

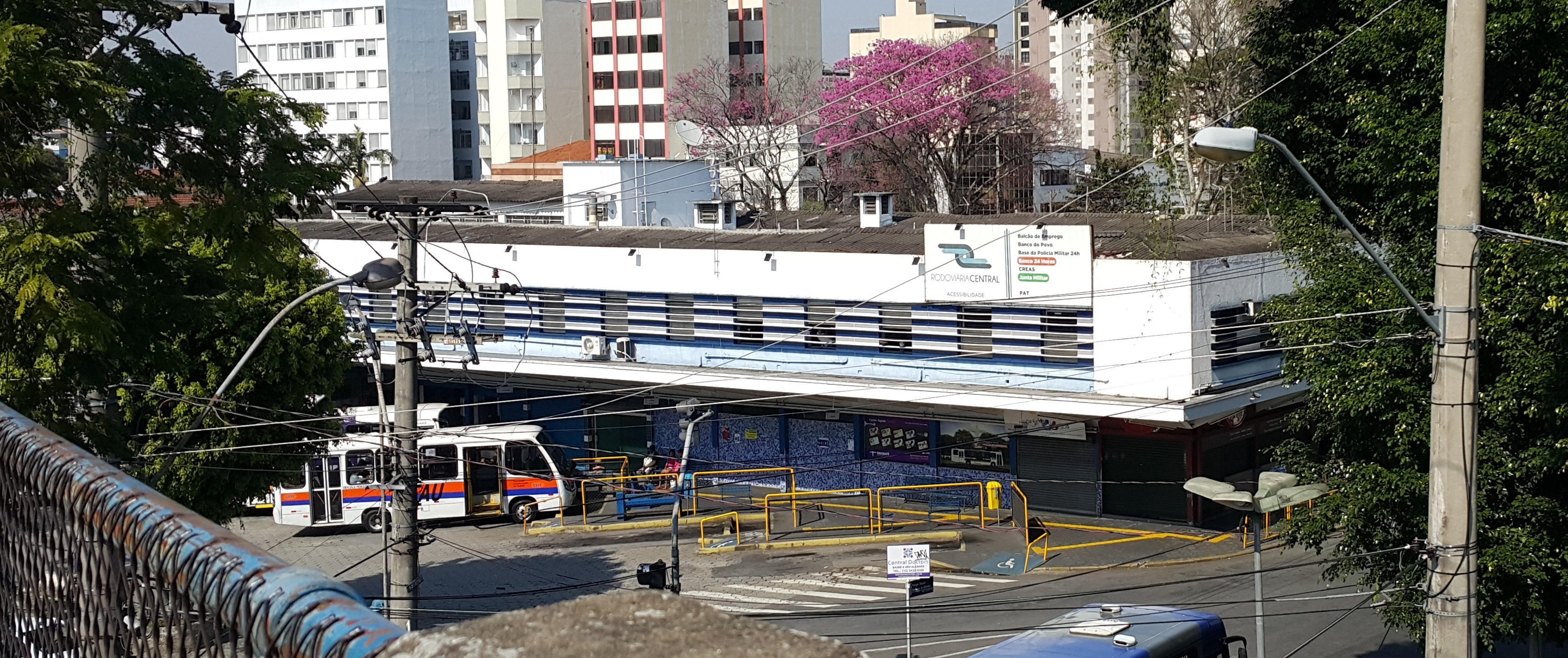
A Rodoviária Velha, vista de uma passarela próxima

Taubaté tem posição geográfica no eixo de circulação entre São Paulo, Rio de Janeiro e Minas Gerais, centros de maior produtividade e de maior concentração populacional do país. Liga-se diretamente a Ubatuba, a Campos do Jordão e também ao sul do Estado de Minas Gerais.

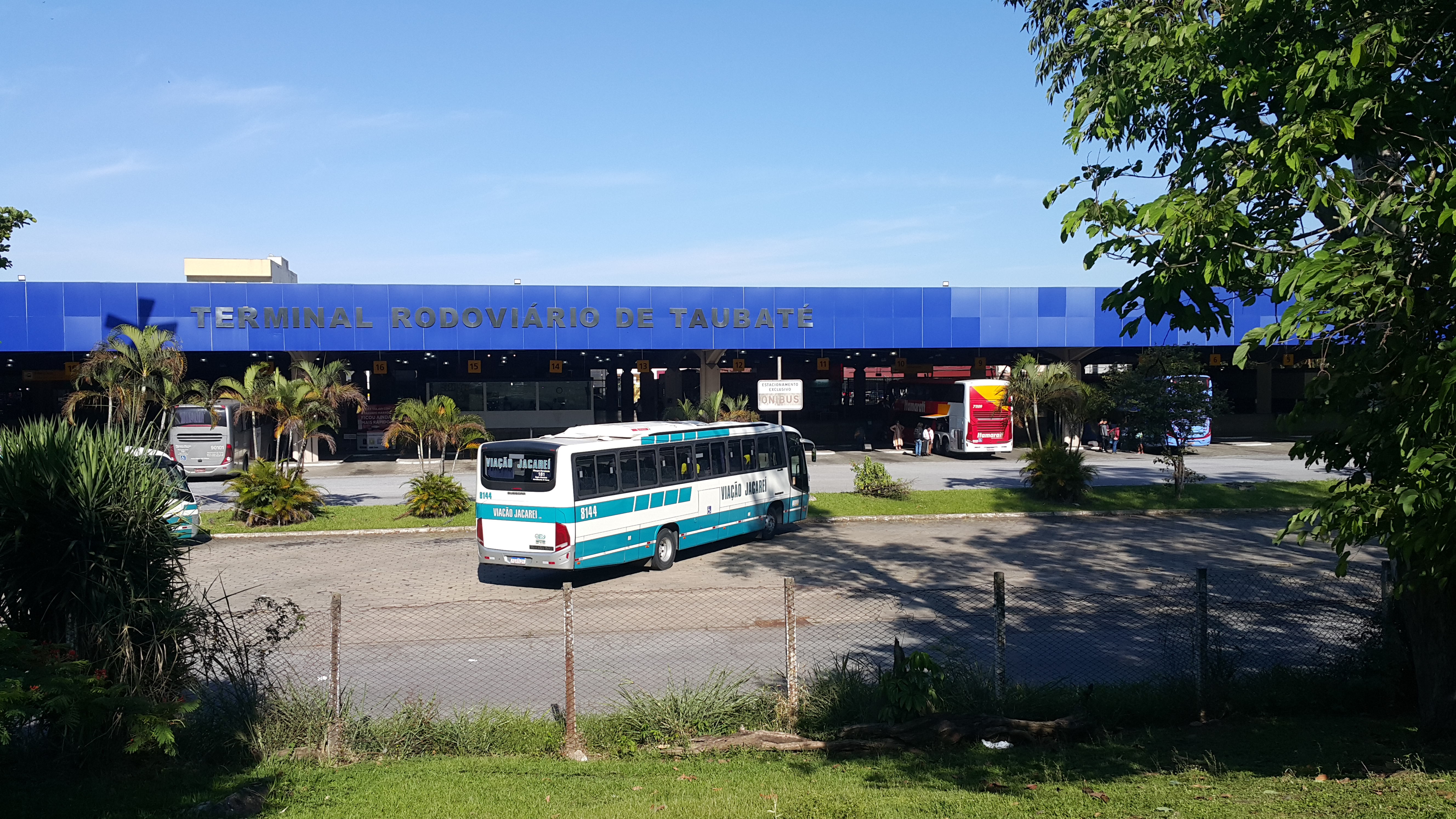
A Rodoviária Nova, vista do Horto Municipal ao lado

A cidade possui várias linhas de ônibus interurbanas que liga a cidades vizinhas como Tremembé, Pindamonhangaba, Caçapava, Redenção da Serra, Lagoinha, São Luiz do Paraitinga, Monteiro Lobato, Campos do Jordão, São José dos Campos, Aparecida, Caraguatatuba e Ubatuba. E além de interligar para vários municípios do Brasil, também possui dois terminais rodoviários, conhecidos como "Rodoviária Nova" e "Rodoviária Velha". A primeira opera o transporte interurbano e enquanto a segunda é responsável pelo transporte urbano de Taubaté.
Atualmente, a concessão do transporte público do município está para a empresa ABC Transportes, que faz a operação de ônibus urbano levando os passageiros aos bairros do município e algumas cidades vizinhas. O município possuía também o TCTAU (Transporte Complementar de Taubaté), que realizava os mesmos serviços da empresa ABC, porém com Micro-ônibus e Ônibus menores. A TCTAU, no entanto, foi extinguida pela administração municipal. A cidade também possui uma rede de táxis, mototáxis e veículos de fretamento e escolares.

#### Frota
Em 2009, a Secretaria Nacional de Trânsito (SENATRAN), anteriormente chamado de Departamento Nacional de Trânsito (Denatran), divulgou informações que apontam um crescimento de 62,35% da frota de veículos em circulação no município em dez anos, o que representa 131.878 veículos em circulação no período entre 1999 e o final de 2008. No ano de 2012, o SENATRAN aponta 167.614 veículos registrados na cidade.

#### Rodovias
- SP-62

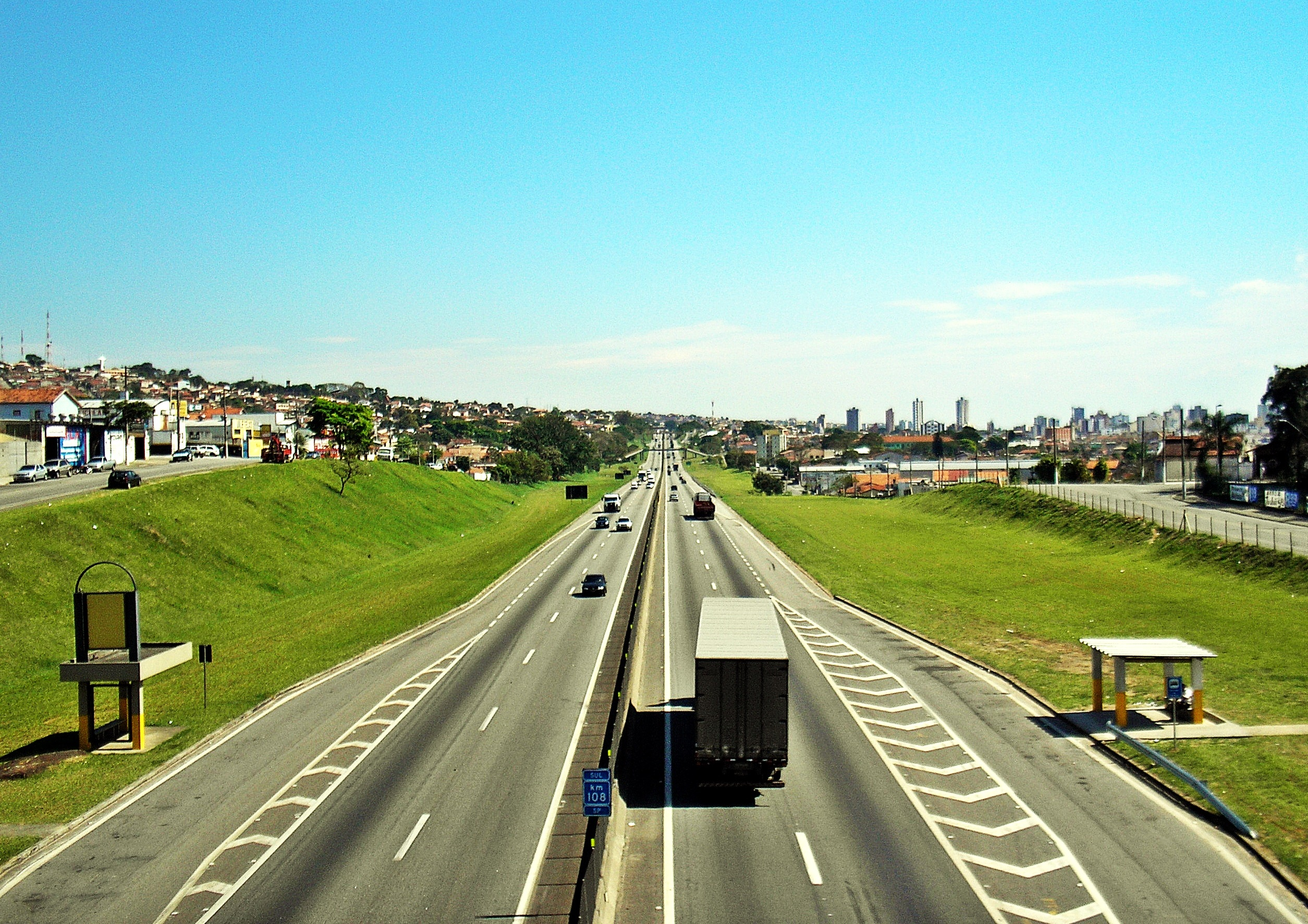
Rodovia Presidente Dutra em Taubaté

- SP-70 - Rodovia Carvalho Pinto (Guararema - Taubaté)
- SP-123 - Rodovia Floriano Rodrigues Pinheiro (Taubaté - Campos do Jordão)
- SP-125 - Rodovia Oswaldo Cruz (Taubaté - Ubatuba)
- BR-116 - Rodovia Presidente Dutra

### Aeroportos
- Aeroporto Local: Pista de 1500m. Distante 3 km do centro
- Aeroclube Taubaté: Desenvolve cursos de comissário, piloto de avião, helicóptero e ultraleve e passeios panorâmicos pela cidade.

### Ferroviário

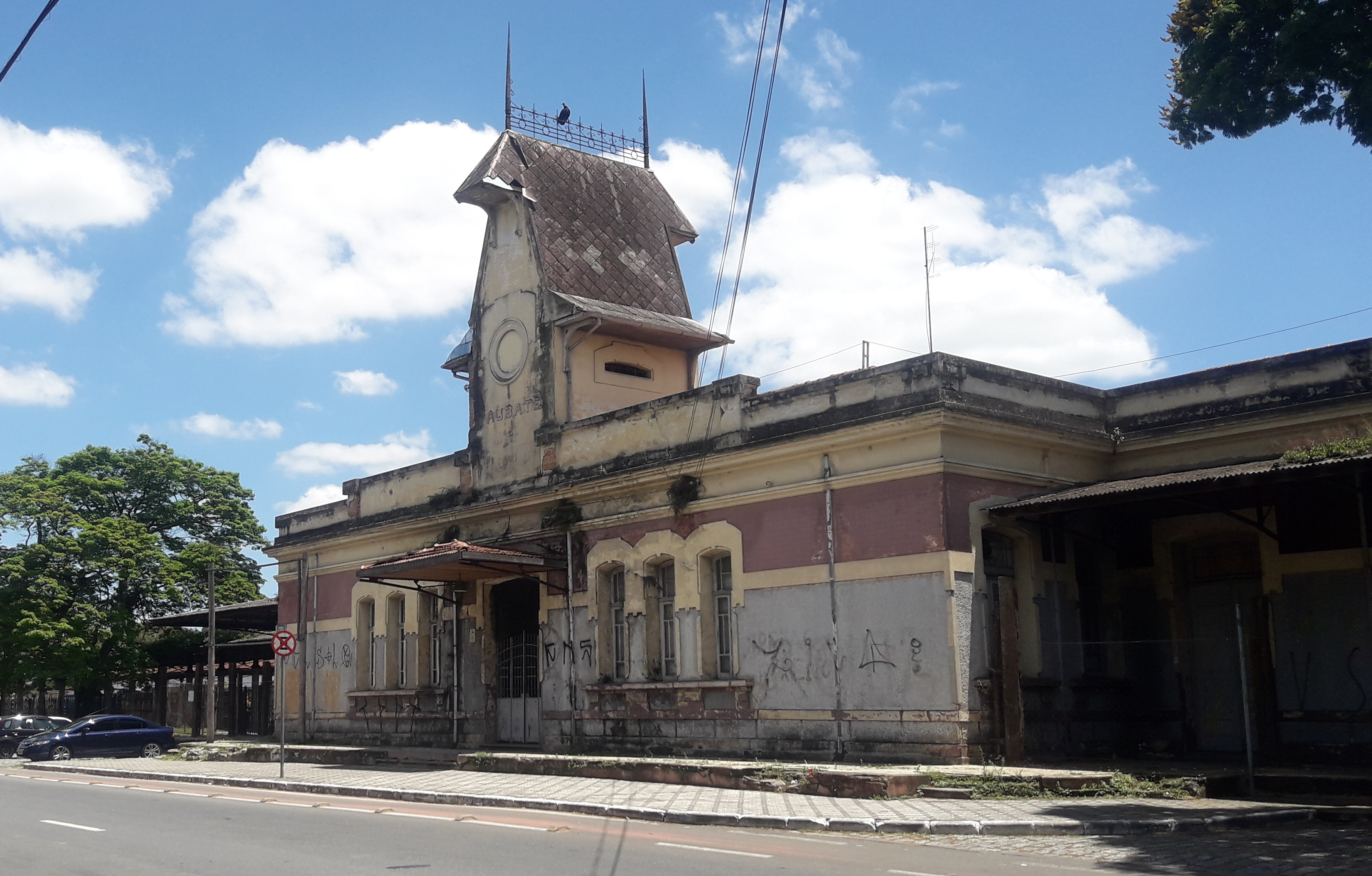
A Estação Ferroviária, fotografada em outubro de 2018. Foi desativada para passageiros em 1998, com o fim do Trem de Prata

O complexo ferroviário de Taubaté foi construído em 1876 em instalações de madeira em meados do século XIX dando início ao surto cafeeiro. Em 1923, o antigo prédio de madeira deu lugar a nova estação junto ao estilo arquitetônico inglês na época  E. F. Dom Pedro II, que vinha do Rio de Janeiro que pertencia ao Governo Imperial. A Estação Ferroviária de Taubaté, compõe hoje a malha férrea da Estrada de Ferro Central do Brasil pelo Ramal de São Paulo e está localizada no coração da cidade, próxima à Rodoviária Central, sendo um importante patrimônio histórico da cidade, por ser uma memória viva do transporte ferroviário que veio enriquecer e favorecer a região, no auge do "Ciclo do Café", bem como no "Advento Industrial" da cidade e região.
É um importante conjunto arquitetônico por suas características estruturais: mãos francesas em ferro fundido que seguram o telhado frontal da Estação e toda a caixilharia (janelas) que tem o desenho marcante da época colonial. Na época de sua construção, ainda não havia ferro no Brasil, portanto, registra uma tecnologia de ponta para a época, importada para o Brasil e, no caso especificamente para Taubaté.
A estação não era só de carga e descarga de produtos, mercadorias e matéria-prima, mas também de transporte de passageiros, que foi de grande importância para a população taubateana e para o desenvolvimento da cidade e, ao mesmo tempo, para o Estado de São Paulo e Brasil.
Após 36 anos, fechada ao público, a estação esta sendo restaurada por uma iniciativa do Instituto I.S de Desenvolvimento e Sustentabilidade Humana, uma organização social civil sem fins lucrativos do município que atuou desde 2012 em parceria com o Departamento Nacional de Infraestrutura de Transportes (DNIT) e MRS Logística S.A. para que o complexo fosse novamente aberto ao público. Em 2015 com o deferimento da proposta pelo DNIT e cessão do Ministério dos Transportes, a iniciativa foi validada e apoiada pela Prefeitura Municipal de Taubaté que submeteu um decreto-lei para o repasse de um aporte financeiro visando o restauro, preservação e manutenção do complexo  a Câmara dos Vereadores do município que foi aprovada no dia 29 de fevereiro de 2016, dando início a uma nova fase na história desse patrimônio tombado pelo CONDEPHAAT, tornando-se uma Estação do Conhecimento com foco na Educação, Cultura & Turismo.[carece de fontes?]

### Educação e ciência

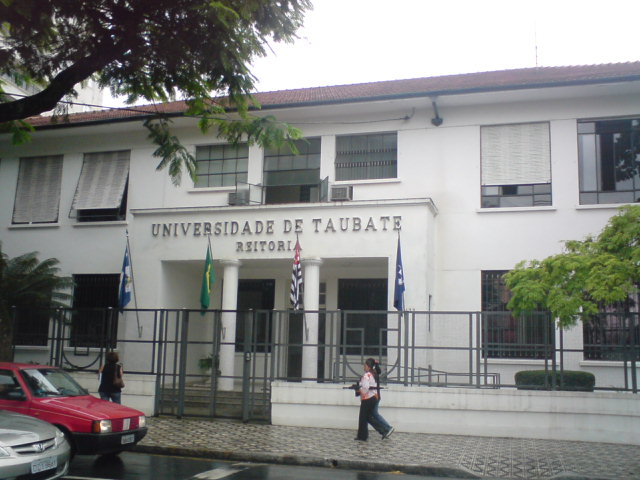
Reitoria da Universidade de Taubaté

A rede educacional da cidade é composta por 101 estabelecimentos de ensino fundamental, 113 unidades pré-escolares, 39 escolas de nível médio e quatro instituições de nível superior. Ao total, são 72 092 matrículas e 4 052 docentes registrados.
A cidade apresenta a seguinte composição em sua rede educacional:
| Educação de Taubaté em números                                         | Educação de Taubaté em números | Educação de Taubaté em números | Educação de Taubaté em números | Educação de Taubaté em números | Educação de Taubaté em números         | Educação de Taubaté em números |
| Nível                                                                  | Matrículas                     | Estudantes da rede pública (%) | Docentes                       | Escolas (total)                | Unidades de ensino da rede pública (%) | Ano de referência              |
| ---------------------------------------------------------------------- | ------------------------------ | ------------------------------ | ------------------------------ | ------------------------------ | -------------------------------------- | ------------------------------ |
| Ensino pré-escolar                                                     | 4 145                          | 69,57                          | 268                            | 113                            | 61,94                                  | 2008                           |
| Ensino fundamental                                                     | 42 053                         | 83,42                          | 2 000                          | 101                            | 68,31                                  | 2008                           |
| Ensino médio                                                           | 11 056                         | 73,21                          | 880                            | 39                             | 61,53                                  | 2008                           |
| Ensino superior (apenas matrículas em cursos de graduação presenciais) | 14 838                         | 76,28                          | 904                            | 4                              | 25                                     | 2007                           |

Foi apelidada pela comunidade local de a "Capital Universitária do Vale",[carece de fontes?] considerando-se que comporta várias instituições de ensino superior.
Dentre as instituições de ensino superior do município, a mais tradicional e maior quanto ao número de cursos e alunos é a Universidade de Taubaté, instituição pública na forma de autarquia municipal. Em suma, as IES presentes no município são:

#### Instituições de ensino superior
Presenciais
- Universidade de Taubaté (Unitau)
- Etep Faculdades (Centro de Tecnologia e Ciência)
- Universidade Anhanguera - Taubaté Campus I (Instituição do Grupo Anhanguera Educacional)
- Faculdade Dehoniana de Taubaté (Instituição de Ensino Superior mantida pela congregação do Sagrado Coração de Jesus da Igreja Católica)
- ITES - Instituto Taubaté de Ensino Superior[55]
- Faculdade Senai[56]
- Fatec (Faculdade de Tecnologia de Taubaté) [57]
- Fundação Getúlio Vargas (FGV) - Grupo Conexão (Pós Graduação e MBA)

#### Estatísticas
- Taxa de alfabetização: 95,18%[29]
- IDH-M Educação: 0,746[29]

### Unidades militares
- Comando de Aviação do Exército (CAvEx): Unidade que treina pilotos de aeronaves do Exército Brasileiro. O Comando de Aviação do Exército se instalou na cidade em 1988.[58]

### Comunicações
O sistema de telefones automáticos foi inaugurado na cidade pela Companhia Telefônica Brasileira (CTB) em 1963. Já o sistema de discagem direta à distância (DDD) foi implantado em 1973 pela Telecomunicações de São Paulo (TELESP) com o código de área (0122).
Na década de 90 o código DDD da cidade foi alterado para (012), para padronização do sistema telefônico com a telefonia celular que estava sendo implantada em todo o estado.

### Terra de Monteiro Lobato
É a terra natal do escritor Monteiro Lobato, tendo recebido em 3 de março de 2011, o título de "Capital Nacional da Literatura Infantil" (Lei nº 12.388 do Congresso Nacional).

### Carnaval
Fazem parte do Carnaval de Taubaté as escolas de samba Boêmios da Estiva,Mocidade Alegre da Vila das Graças e Acadêmicos do Chafariz, entre outras.

### Museus

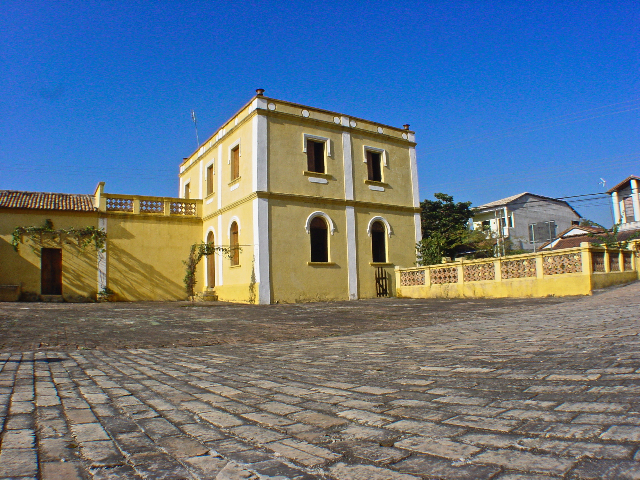
Museu da Imigração Italiana

A cidade abriga diversos museus destinados, principalmente, a registrar, por meio de recortes, aspectos da cultura regional e brasileira. A maioria dos museus é mantida pela Prefeitura de Taubaté, mais especificamente pela Divisão de Museus.
No total, Taubaté reúne doze museus. São Eles:
- Arquivo Histórico Municipal "Dr. Félix Guisard Filho", localizado na Divisão de Museus do município
- Museu da Imagem e Som (MISTAU)
- Museu da Imigração Italiana
- Museu de Agricultura de Taubaté
- Museu de Arte Sacra
- Museu de Artes Plásticas Anderson Fabiano
- Museu do Transporte e da Tecnologia
- Museu de História Natural
- Museu Histórico - Prof. Paulo Camilher Florençano
- Museu Mazzaropi
- Museu Monteiro Lobato
- Centro de Documentação e Pesquisa Histórica (CDPH), mantido pela UNITAU[67]

A Divisão de Museus de Taubaté abriga também a Pinacoteca "Anderson Fabiano", a Hemeroteca Antonio Mello Júnior e a biblioteca central do município.

### Arquitetura
Por ser uma das mais tradicionais cidades do interior de São Paulo, Taubaté possui tanto em seu centro histórico quanto no restante de seu território  quantidade considerável de prédios coloniais e neocoloniais. Destas diversas construções são tombadas, destacam-se:
- A Capela de Nossa Senhora do Pilar, que remonta ao século XVIII e é a sede do museu de Arte Sacra; (IPHAN) e (CONDEPHAAT)
- O Convento de Santa Clara, edificado no século XVII (1673), pertencente a Ordem Terceira de São Francisco; (CONDEPHAAT)
- A Catedral de São Francisco das Chagas;
- A Igreja de Nossa Senhora do Rosário dos homens pretos;
- O Santuário de Santa Teresinha, estilo neogótico;
- O Solar dos Oliveira Costa, construída em 1854; (CONDEPHAAT)
- O Solar da Viscondessa de Tremembé, construído em meados do século XIX, que está sendo restaurado pela Universidade de Taubaté.
- O Solar denominado Vila Santo Aleixo;
- O edifício Félix Guisard, o prédio do relógio da Companhia Taubaté Industrial;
- O Casarão da Família Indiani, no distrito de Quiririm;
- A Capela de nossa Senhora Aparecida, no distrito de Quiririm;

Destacam-se também casarões sede de antigas fazendas do período áureo do café, tais como:
- A Chácara do Visconde, construída no século XIX, foi o local de nascimento e residência de Monteiro Lobato em sua Infância e adolescência. Abriga hoje o Sítio do Pica-pau Amarelo; (IPHAN) e (CONDEPHAAT)
- A sede da fazenda do Bomfim;
- A sede da Fazenda Fortaleza;
- A sede da Fazenda Cataguá;
- A sede da Fazenda Nossa Senhora Conceição do Itaim;
- A sede da Fazenda do Barreiro;
- A sede da Fazenda Santa Maria;
- A sede da Fazenda Pasto Grande; erguida provavelmente no século XVIII por Pedro Pereira de Barros, remonta ao Ciclo da Cana de açúcar e do Café; (CONDEPHAAT)
- A sede da Fazenda do Quilombo;

### Esportes
Clubes esportivos
O município de Taubaté possui agremiações esportivas que disputam competições adultas no âmbito estadual, nacional e internacional:
- Esporte Clube Taubaté: clube de futebol fundado em 1914, que disputa o Campeonato Paulista de Futebol
- Handebol Taubaté: clube de handebol fundado em 2003 que disputa Campeonato Paulista, Liga Nacional, Campeonato Panamericano e o Campeonato Mundial de Handebol
- Vôlei Taubaté: equipe de voleibol de Taubaté que participa do Campeonato Paulista, Superliga, Copa Brasil e Sul-Americano
- Taubaté Futsal: clube que disputa as competições de futsal, como a Liga Paulista de Futsal

Competições esportivas
- Copa São Paulo de Futebol Júnior
- Campeonato de Futebol Amador de Taubaté
- Campeonato Centro-Sul Americano de Clubes de Handebol Masculino
- Jogos Regionais